# Wignacourt-torony
A Wignacourt-torony (máltaiul: Torri ta' Wignacourt) más néven Szent Pál-öböl-torony (máltaiul: Torri ta' San Pawl il-Baħar) bástyás őrtorony San Pawl il-Baħar-ban Máltán. Elnevezését építtetőjéről, a Jeruzsálemi Szent János Ispotályos Lovagrend 54. nagymesteréről Alof de Wignacourtról kapta, aki összesen hat hasonló partmenti erődtornyot építtetett Málta védelmére 1610 és 1620 között. Ezek sorában ez a torony volt az első, Málta lovagkori védelmi tornyai közül pedig a gozói Garzes-torony után a második.
Ma ez Málta legrégebbi fennmaradt őrtornya és a szigetek körüli erődítmények múzeuma.

## Előzmények
A máltai szigetek 1530-ban kerültek a Szent János Lovagrend uralma alá, de a lovagok nem tekintették végleges otthonuknak; szándékuk az volt, hogy visszatérnek Rodoszra. Már a kezdeti évektől számos csatát vívtak az oszmán flottával, a berber és más kalózokkal, amelyeket volt erejük visszaverni, ám jelentős veszteségek érték őket. A rablóportyák súlyosan megzavarták a sziget ellátását, a bennszülött lakosság rabszolgaságba hurcolása pedig hosszú távon az ispotályosok egészének helyzetét veszélyeztette. 1565-ben málta nagy török ostroma után, a diadal hatására döntöttek úgy, hogy Máltán maradnak, és ekkortól indultak el a nagy védelmi építkezések. Maga a főváros is – amelynek a lovagokat győzelemre vezető nagymester Jean Parisot de La Valette a Valletta és a Città Umilissima nevet adta – előremutató építészeti megoldásokkal büszkélkedhetett, föld alatti vízhálózata volt, és Európa akkori legnagyobb erődjének épült. A sziget nagy természetes kikötőiben sorra épülő erődök mellett arra is szükség volt, hogy védelmet nyújtsanak a tengerparton élők számára. A nagymesterek ezt partmenti őrtornyok és tüzérségi állások építésével oldották meg, amelyeket többnyire saját vagyonukból finanszíroztak. Három nagy toronyépítési periódus volt a szigeteken, amelyeket Wignacourt nagymester indított el.

## Története

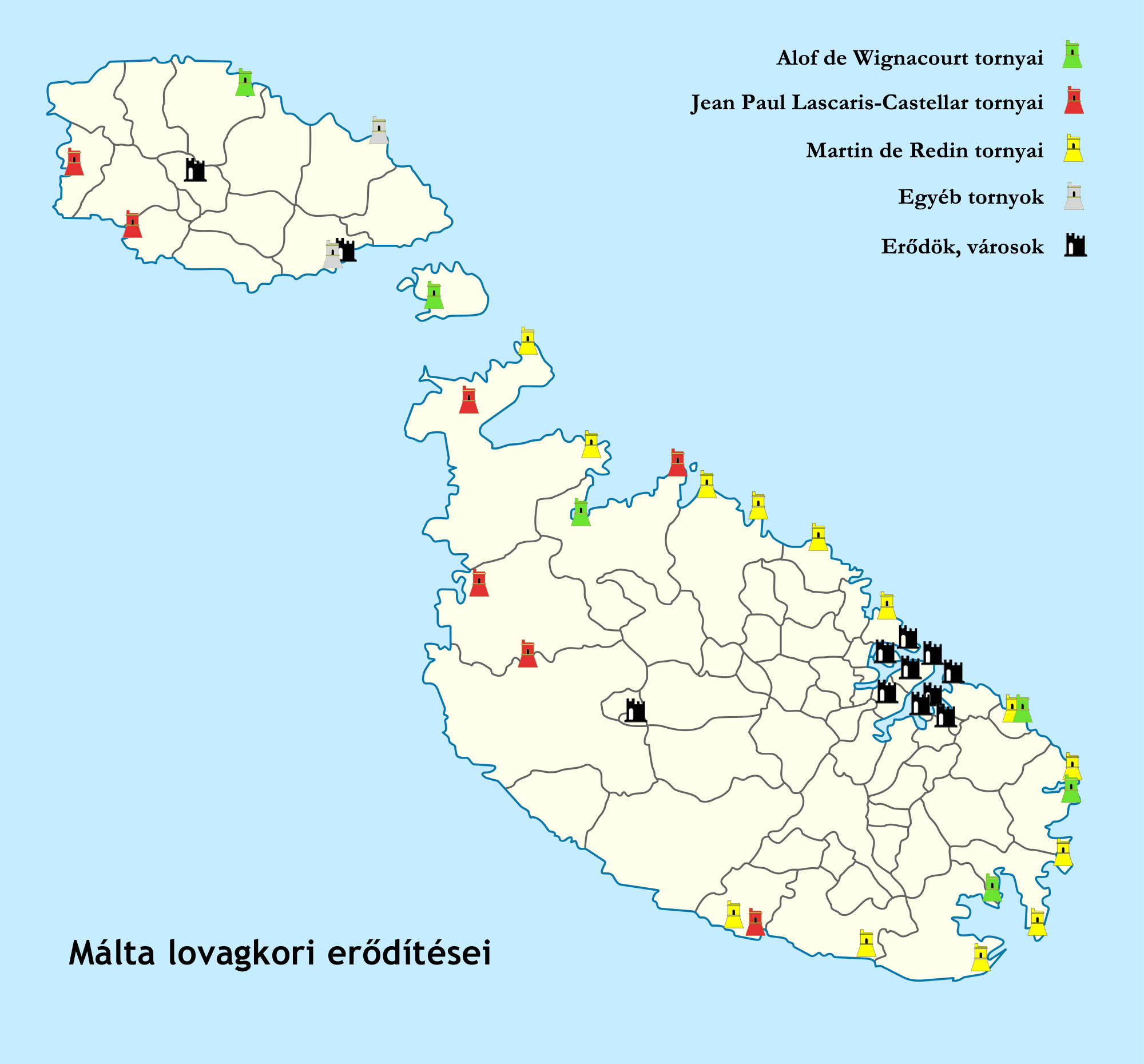
Málta 1530–1798 között épült partvédelmi rendszere

A Wignacourt-torony Málta északi partján, a Szent Pál-öböl védelmében épült, Vittorio Cassar által tervezett Gaziers-torony mintájára. A torony terveit és makettjét 1609. november 7-én terjesztették a rendi tanács elé, alapkövét 1610. február 10-én áldották meg és helyezték el. Ára 6748 scudi volt.
A torony négyzet alaprajzú, kétszintes, lapostetős, négy saroktoronnyal, amelyeket álbástyáknak terveztek. A bástyák oldalai keskenyek, a fal alapja egy vonalban áll a tornyokéval. A tornyok közül kettő magasabb a többinél, ezek megfigyelőállások és őrhelyek voltak. Bejárata a felső szinten nyílt, ahová kőlépcsőn és felvonóhídon keresztül lehetett feljutni. Belsejében mindkét szinten dongaboltozatos helyiségek vannak, az ablaktalan alsó szint fedett tároló, a süllyesztett ablakos felső emelet a helyőrség szállása volt. A szintek közötti átjárást és tetőre való feljutást is a torony belsejébe épített lépcső biztosította. A tetőn alacsony mellvéd fut körbe, a torony főfegyverzete az itt elhelyezett ágyúk voltak.
A Wignacourt-torony volt az egyetlen jelentős védmű Málta északi részén egészen 1649-ig, a Szent Ágota-torony felépítéséig. Később a Qawra torony és további két tüzérségi állás épült a látóterébe. 
A tornyot 1715-ben egy parti üteggel egészítették ki, amely két 18 fontos lövegnek adott helyet. 1761 körül támpillérekkel bővítették az építmény alsó felét.
Miután Málta brit fennhatóság alá került, a tornyot rendőrőrsként használták, majd 1891 és 1921 között postahivatal is működött benne. 1931-ben az örs bezárt, de a torony egészen 1963-ig a Posta használatában maradt. Az 1950-es években, amikor kiszélesítették a torony előtti utat, a lépcsőket eltávolították és a bejáratot teljesen átépítették, de a felvonóhíd kereke megmaradt, valamint a főbejárat ajtaja és kulcsa is.
1967-ben a kormány pályázatot írt ki a torony bérbeadására, így 1970-ben a Din l-Art Ħelwa örökségvédelmi szervezet gondozásába került. 1973 és 1976 között restaurálták. 
1998 óta a Wignacourt-torony múzeumként működik, kiállításai között szerepelnek a máltai szigetek lovagkori erődítményeinek makettjei, a toronyban szolgáló katonák rekonstruált használati tárgyai a 17. és 18. századból, továbbá régi fényképek és egy felújított ágyú.
2010-ben a torony fennállásának 400. évfordulóját hagyományőrző játékokkal színesített rendezvénysorozat keretében ünnepelte a St. Paul's Bay Helyi Tanács, a Festa Bizottság és a Din l-Art Ħelwa. A tornyot 2015-ben ismét felújították és megtisztították.

## Megjelenése a populáris kultúrában
A tornyot a MaltaPost 2006-ban kiadott bélyege ábrázolja.

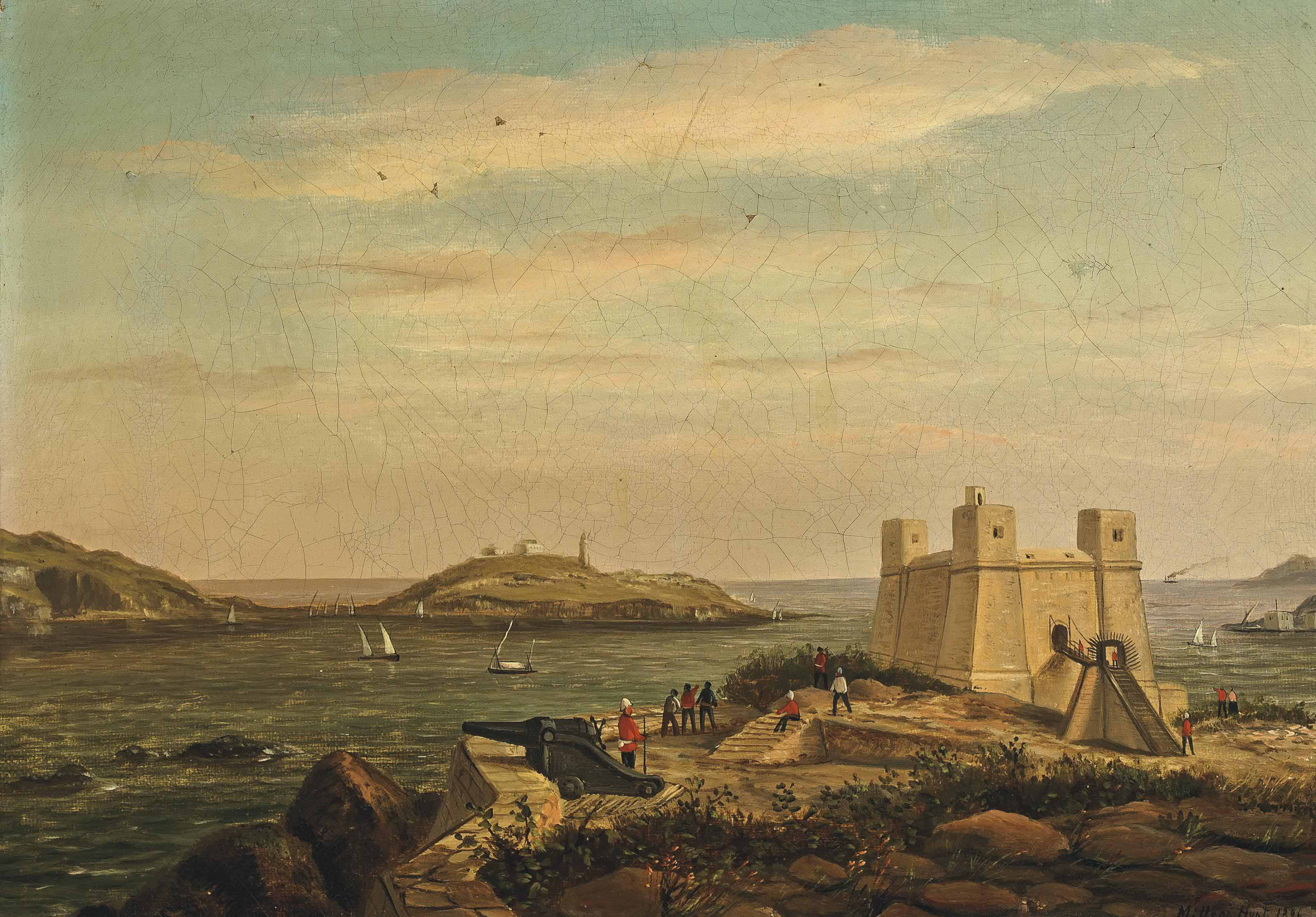
Milson Hunt: Kilátás a Wignacourt-toronyra és a Szent Pál-öbölre, Málta, 1886
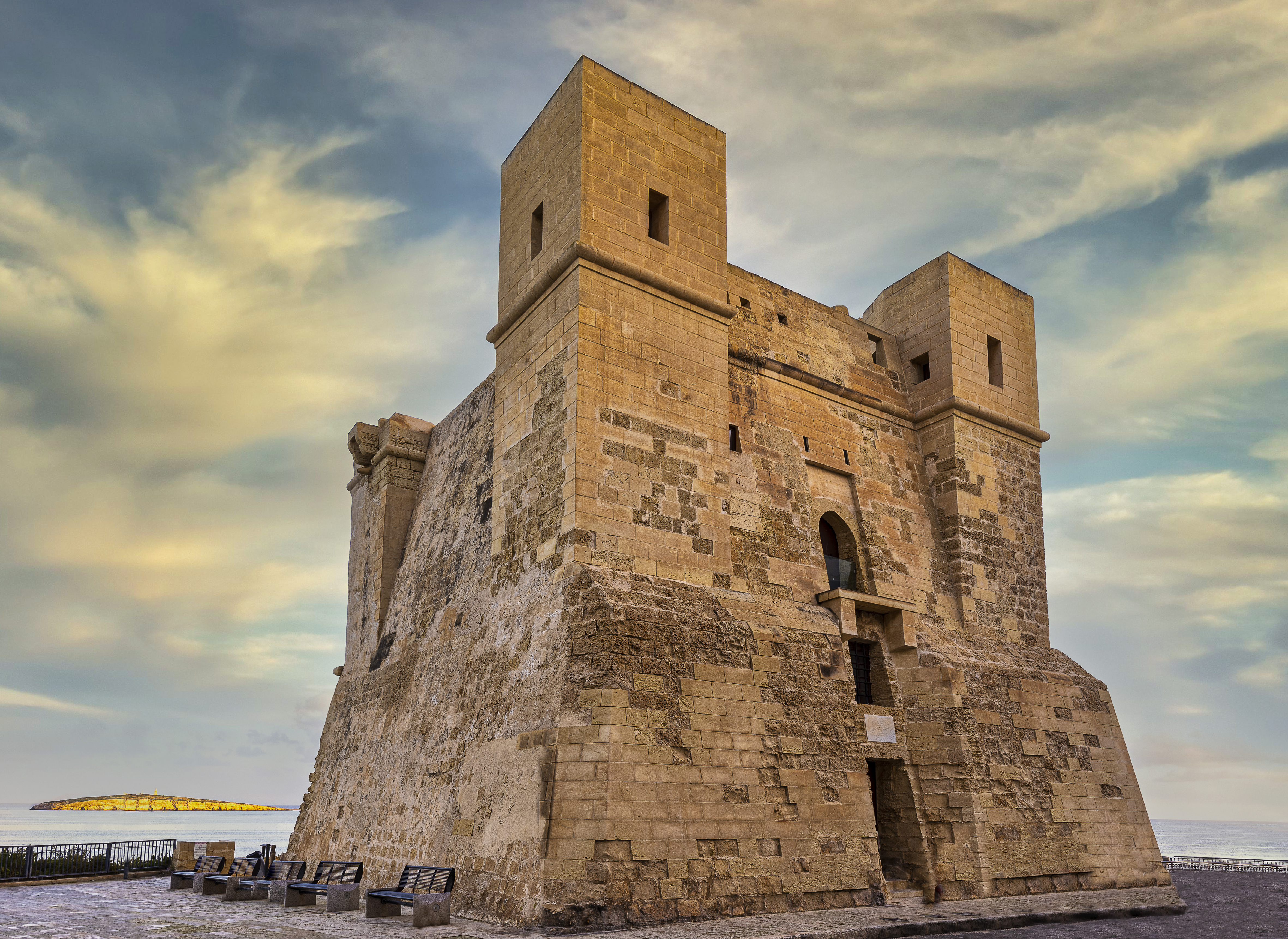
A torony ma Málta legrégebbi őrtornya
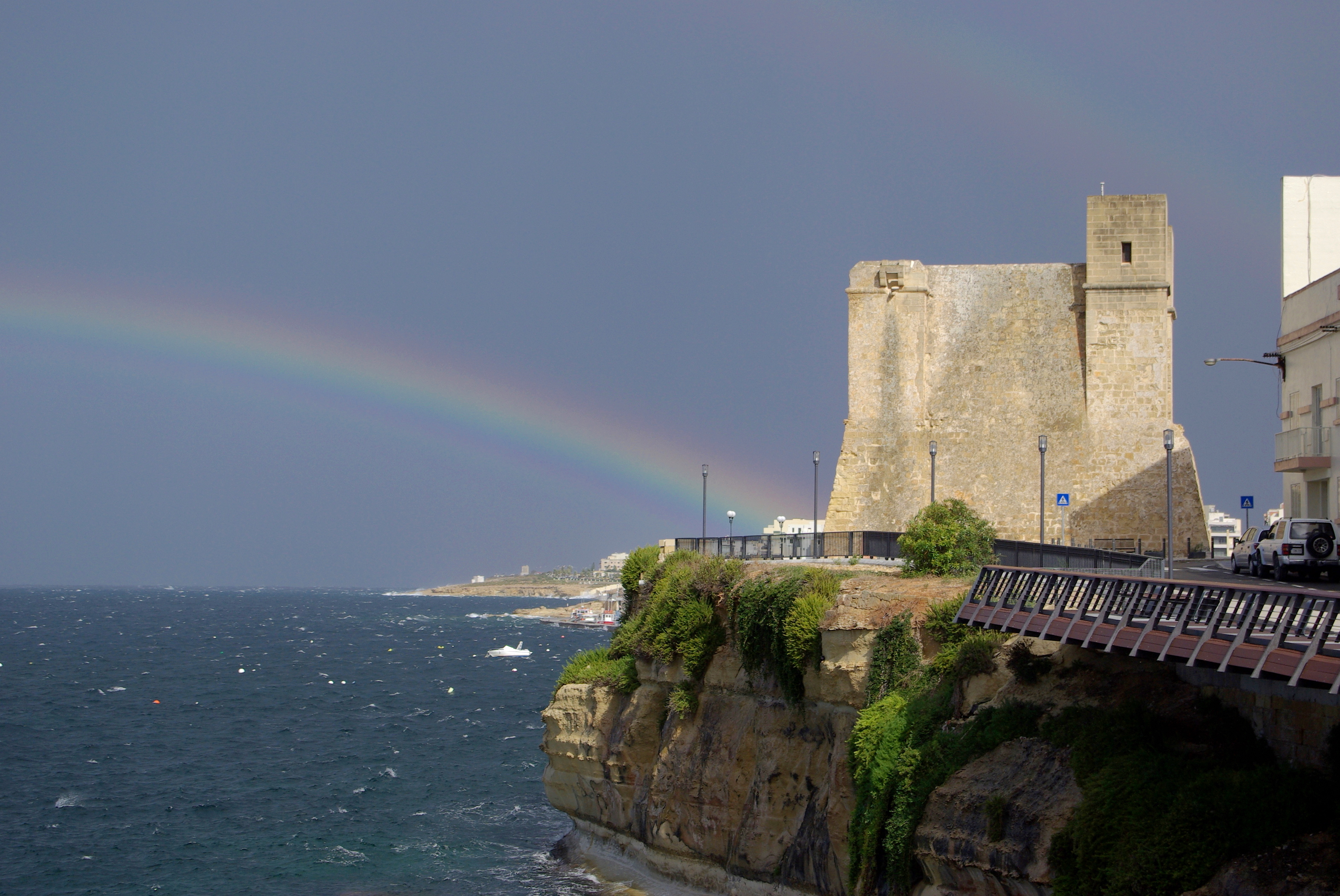
A robusztus épület látogatható, a lovagkori erődépítészet múzeuma.

## Fordítás
Ez a szócikk részben vagy egészben  a   Wignacourt Tower című angol Wikipédia-szócikk fordításán alapul.  Az eredeti cikk szerkesztőit annak laptörténete sorolja fel. Ez a jelzés csupán a megfogalmazás eredetét és a szerzői jogokat jelzi, nem szolgál a cikkben szereplő információk forrásmegjelöléseként.